# 海安街道 (海安市)
海安街道是中华人民共和国江苏省南通市海安市下辖的一个街道办事处，海安县人民政府驻中城街道办事处长江中路106号。
2015年6月26日，江苏省人民政府批复同意撤销海安镇，以原海安镇旺池、育才、星海、新桥、海陵、洋港、黎明、曙光、新宁、海光、镇南、二里12个居委会以及平桥村委会区域，设立海安县中城街道办事处，办事处驻镇南居委会江海西路86号。
2020年5月，将中城街道更名为海安街道。

## 行政区划
海安街道下辖以下村级行政区划单位：
星海社区、新桥社区、旺池社区、育才社区、新宁社区、海光社区、曙光社区、黎明社区、洋港社区、海陵社区、平桥社区、二里社区和镇南社区。